# Cantiones natalitiæ

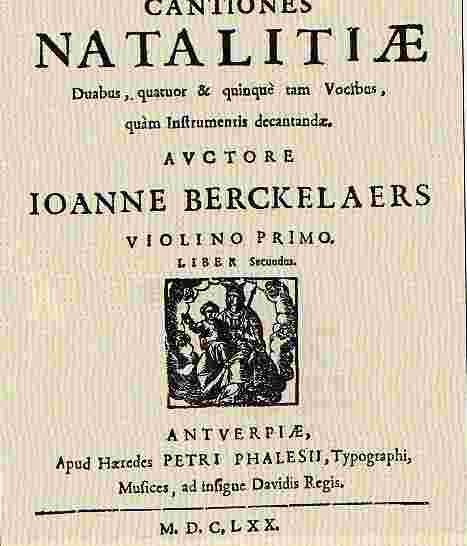
Page de titre des Cantiones natalitiæ de Berckelaers (Anvers, Héritières de Pierre Phalèse, 1670.

Les cantiones natalitiæ sont des chants de Noël polyphoniques du XVIIe siècle des Pays-Bas espagnols.

## Origines et contexte
Les cantiones sont écrites en néerlandais ou en latin. Leur nom latin cantio natalitia (littéralement chant de nativité) fut sans doute emprunté au dictionnaire néerlandais Etymologicum de 1598 du célèbre lexicographe Cornelius Kiliaan, dans lequel le mot néerlandais leijsen est ainsi traduit en latin. Les documents historiques nous informent de la façon dont ces chants étaient exécutés par des chanteurs professionnels, le chœur de l’église et les enfants de chœur, accompagnés par l’orgue. Bien que les chants de Noël ne fussent guère des chants liturgiques, ils étaient chantés pendant ou immédiatement après la messe, notamment après la louange à Marie. Les premiers chants de cette espèce furent d'ailleurs inclus dans le recueil de cantiques de Marie Laudes vespertinæ B[eatæ] Mariæ Virginis, item hymnus Venerabilis Sacramenti, et hymni sive cantiones natalitæ, quatuor, quinque et sex vocum (Louanges vespérales de Notre Dame, avec l'hymne du Saint-Sacrement et les hymnes ou chants de Noël, à quatre, cinq ou six voix), publié à Anvers en 1604. Aux harmonisations polyphoniques des antiennes de la Vierge Marie, des Ave Maria et des hymnes du sacrement furent ajoutés six chants de Noël latins. Ils sont désignés sur la page de titre comme cantiones natalitiæ. Ces chants de Noël non liturgiques avaient apparemment gardé leur place au sein du répertoire ecclésiastique de Noël ; ceci bien que le Concile de Trente eût introduit, dans l'esprit de la Contre-Réforme, une certaine uniformité des chants liturgiques de l'Église catholique et quoique les autorités ecclésiastiques pussent veiller plus attentivement à l’application des règles depuis qu'Anvers était devenu le siège d’un épiscopat, ne dépendant dorénavant plus du diocèse éloigné de Cambrai. Avant le XVIIe siècle, et en particulier aux XVe et XVIe siècles, le répertoire connu de chants de Noël comprend surtout des chansons homophones latines et néerlandaises, dont n'étaient souvent notées que les paroles, et un nombre moins élevé de chansons polyphoniques, rarement mises en musique à plus de deux voix.

## Fonction dans la célébration de Noël
Ces chants étaient sans doute exécutés dans l'église lorsque l'on y berçait soit des poupées, soit de vrais bébés, mis dans un berceau. L'auteur anticatholique Walich Sylvaerts nous laissa en 1604, une description de cette coutume : le jour de Noël, une petite crèche était placée à l'autel principal avec une figurine représentant l’enfant dans les langes. Les parents emmenaient leurs enfants à l’église, chaque enfant ayant un petit berceau auquel était attachée une clochette. À la messe, lorsque le prêtre commençait à bercer l’enfant sur l’autel en chantant « eia, eia, eia », tous les enfants berçaient leurs poupées à leur tour en chantant « eia ». Ceci allait de pair avec un fracas et la sonnerie des clochettes. Les « eia », « sus, sus », « na na na kindeken » et « wij wiegen » de certaines cantiones se réfèrent probablement à ces pratiques.
De nombreux cantiones ont pour sujet les évènements à l'étable. Le contraste entre les conditions pitoyables de la crèche et l'omnipotence du petit Jésus était souligné, comme le miracle de l'Immaculée Conception. Sous l'influence de la mode pastorale, les bergers reçurent des noms classiques, tels Tyter ou Corydon.

## Évolution stylistique

### Sources

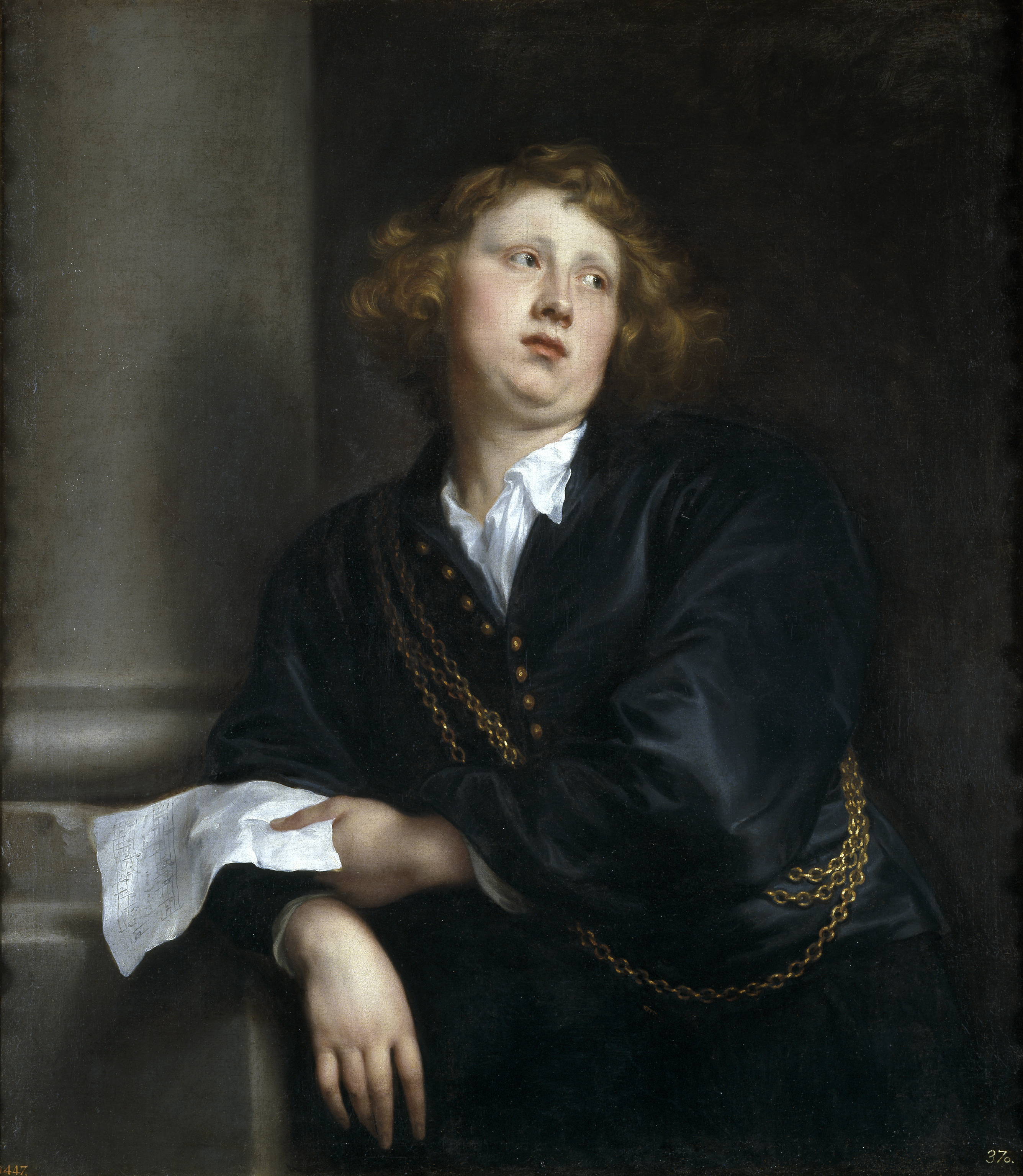
Portrait de Henricus Liberti (vers 1627-1632 ; coll. Alte Pinakothek de Munich). Huile sur toile d'Antoine van Dyck.

C'est surtout à Anvers, chez Pierre Phalèse et ses héritières, qu'étaient publiées les cantiones natalitiæ. Les villes où travaillaient les compositeurs étaient :
- Anvers avec des compositeurs tels que :

Joannes Berckelaers (fonction inconnue)
Oliverius le Fèvre (chanteur de l’église Saint-Jaques de cette ville)
Henricus Liberti (organiste de la cathédrale Notre-Dame d'Anvers)
Franciscus Loots (chanteur de l'église Saint-Georges de cette ville)
Guilielmus Messaus (maître de chant de l'église Sainte-Walburge de cette ville)
Philippus van Steelant (organiste de l'église Saint-Jacques de cette ville)
- Bruxelles avec des compositeurs tels que :

Guilielmus Borremans (maître de chant de l'église Saint-Géry de cette ville)
Joannes Florentius a Kempis (organiste de l'église Notre-Dame de la Chapelle de cette ville)
Gaspar de Verlit (maître de chant de l'église Saint-Nicolas de cette ville)
- Gand avec des compositeurs tels que :

Petrus Hurtado (maître de chant de la cathédrale Saint-Bavon de cette ville)
Joannes vander Wielen (maître de chant à l'église Saint-Jacques de cette ville)

### 1604-1648: harmonisations simples etcontrafacta
Initialement, les musiciens d'église arrangèrent seulement des chants de Noël homophones populaires, entre autres des chants de Noël ayant appartenu depuis longtemps au répertoire, comme Met desen nieuwen Jaere (En ce Nouvel An) et Puer nobis nascitur. Les Jésuites avaient adaptés quelques chants de Noël plus anciens, les dotant d'airs plus contemporains, comme Dies est laetitiæ et Het viel eens hemels dauwe (La rosée tombait). Certains chants sont des contrafacta, comme O quam amabilis, O salich heylich Bethlehem (Ô Bethléem, ville bénite et sacrée), Lof sy dat soete kindeken cleyn (Louanges aux doux petit enfant) et O wonder onverwacht (Ô miracle inattendu !), dont les mélodies sont d'origine française, ou O Herders laet uw' boxkens en schapen (Ô bergers, abandonnez donc vos boucs et moutons) dont les paroles furent mises sur l'air d'une courante que l'on connaît également du répertoire de danse du recueil intitulé Terpsichore du compositeur allemand Michael Praetorius.

### 1648-1695: variantes stylistiques: Anvers/GandversusBruxelles
Vers le milieu du XVIIe siècle, des musiciens d'église flamands commencèrent à composer des airs nouveaux pour leurs cantiones natalitiæ. Les chants simples en couplets s'étendirent en longueur et furent, par exemple, pourvus de ritournelles instrumentales et de passages alternants pour solistes et chœur, touchant alors au genre des cantates par leur étendue et par leur style. Le compositeur le plus prolifique de ce dernier genre est Joannes Berckelaers, dont on ne sait rien sauf qu'il était aveugle.
Il y a également une différence entre les cantiones natalitiæ des compositeurs anversois et gantois d'un côté, et des compositeurs bruxellois de l'autre. Dans la variante bruxelloise du genre, la mélodie est placée à la voix supérieure, tandis que le praecentus double le cantus. Selon toute vraisemblance, le soliste chantait à l'avant-plan, alors que le chœur se trouvait à l'arrière-plan, ce que la façon d'éditer semble confirmer. Il n'est pas exclu que le praecentus ait chanté les couplets entièrement ou pour la moitié, afin que le chœur puisse les répéter. Cette méthode d’interprétation est connue de façon précise pour quelques pièces plus anciennes. Vu que le doublement du cantus par un praecentus apparaît sans doute, à part dans le recueil du compositeur Guilielmus Borremans, dans deux autres recueils de compositeurs bruxellois, cette forme serait caractéristique de la variante bruxelloise du genre. Il y a plus de variation lorsque chaque couplet commence par un passage soliste chanté par le praecentus avec basse continue, suivi d’un pour chœur, appelé reprise. Cette méthode, avec des passages en solo et en chœur, apparaît pour la première fois dans une collection non datée, vraisemblablement d’environ 1645. La méthode de composition comprenant des reprises a été fréquemment employée par des compositeurs d'Anvers et de Gand.
Les façons anversoise et gantoise de composer différaient encore dans la mesure où l'on voit surgir dans les compositions gantoises des parties solistes pour le praecentus et la basse continue sans exception, tandis que les pièces anversoises étaient chantées par deux solistes ; le praecentus chante la mélodie et le praecentus bassus suit la ligne mélodique de la basse continue.

### Après leXVIIesiècle
Les cantiones natalitiæ du XVIIe siècle demeuraient apparemment assez populaires et apparaissent encore dans des recueils de chansons du XVIIIe siècle ; ces chansons ont été repérées géographiquement même jusque dans la république des Provinces-Unies. Deux chants de Noël de Petrus Hurtado, Illibata ter beata et Sus kintjen sus en crijt niet meer ont été découverts parmi les indications d'airs des chansons du poète réformé d'Utrecht Jodocus van Lodensteyn (1676). Plusieurs cantiones natalitiæ sont incluses dans les livres de carillon, les versteekboeken, tandis que d'autres, arrangées pour le clavier, sont incluses dans des manuscrits de clavecin. Certaines chansons, restées populaires jusqu'au XIXe siècle, furent recueillies par les collectionneurs de chansons populaires auprès du peuple flamand dans des versions corrompues, comme est le cas de Laet ons gaan om te besoecken de Berckelaers ou de Herders hy is gheboren d'un compositeur anonyme. Le compositeur flamand François-Auguste Gevaert, éminent historien de la musique, se rappela le genre dans sa propre composition d’un Canticum Natalitiæ bilingue latin-néerlandais.
Les cantiones natalitiæ ont eu, dans le sud de la France, à la fin du XVIIe et durant tout le XVIIIe siècle, une forme similaire appelée "Noël à grand chœur". Là aussi il s'agissant de compositions non liturgiques, exécutés à l'église dans le temps de la nativité, et pouvant prendre une forme assez développée avec solistes et chœur, ritournelles instrumentales, etc.

## Recueils comprenant descantiones natalitiæet leur année de publication
- 1604 : Laudes vespertinæ (+ 6 cantiones natalitiæ)
- 1629 : Laudes vespertinæ (+ 26 cantiones natalitiæ, de Cornelis Verdonck, de Guilielmus Munninckx et de Guilielmus Messaus parmi d'autres)
- ca. 1645 : Cantiones natalitiæ
- 1648 : Laudes vespertinæ (+ 39 cantiones natalitiæ, de Guilielmus Messaus parmi d'autres)
- 1651 : Cantiones natalitiæ (de Joannes Loisel, de Philippus van Steelant et de Henricus Liberti)
- 1654 (réimprimé en 1667) : Cantiones natalitiæ (Godefridus Carmelitus)
- 1655 : Cantiones natalitiæ (Petrus Hurtado)
- 1657 : Cantiones natalitiæ (Joannes Florentius a Kempis)
- 1658 : recueil (entre autres d'œuvres de Oliverius Le Fèvre)
- 1660 : Cantiones natalitiæ (Guilielmus Borremans)
- 1660 : Cantiones natalitiæ (Gaspar de Verlit)
- 1665 : Cantiones natalitiæ (Joannes vander Wielen)
- 1667 : Cantiones natalitiæ (Joannes Berckelaers)
- 1670 : Cantiones natalitiæ (Joannes Berckelaers)
- 1675 : Cantiones natalitiæ (Franciscus Loots)
- 1679 : Cantiones natalitiæ (Joannes Berckelaers)
- 1688 : Cantiones natalitiæ (Joannes Berckelaers)
- ca. 1695 : Cantiones natalitiæ (Joannes Berckelaers)

### Sources et bibliographie
- Louis Peter Grijp. Cantiones Natalitiæ (notice du CD de l'ensemble Camerata Trajectina, sous la direction du musicologue Louis Peter Grijp), Globe 6033, 1995.
- Rudolf Rasch. De Cantiones Natalitiæ en het Kerkelijke Muziekleven in de Zuidelijke Nederlanden gedurende de Zeventiende Eeuw, deux volumes, Utrecht, Vereniging voor Nederlandse Muziekgeschiedenis, 1985, 552 p.   (ISBN 90-6375-043-9)  (ISBN 978-90-6375-043-5).
- Rudolf Rasch. « Meerstemmige kerstliederen in de katholieke kerk », Een muziekgeschiedenis der Nederlanden (réd. Louis Peter Grijp), Amsterdam University Press - Salomé / Éd. Pelckmans (Belgique), 2001  (ISBN 90 5356 488 8), p. 197-202.

### Discographie
- A Dutch Christmas, Early Music New York, sous la direction de Frederick Renz, Ex cathedra Records, 2010.
- Cantiones natalitiæ. Kerstliederen uit de tijd van Rubens, Camerata Trajectina, sous la direction de Louis Peter Grijp, Globe GLO 6033, 1995.
- Hodie Christus natus est : Christmas music in The Netherlands, Cappella Amsterdam, sous la direction de Jan Boeke, Lindenberg LBCD19, 1990.
- Sei Willekomen, Capilla Flamenca et Flanders Recorder Quartet, Eufoda 1256, 1997.